# Parasite (gebouw)
Een parasite is een flexibel en demontabel gebouw dat gebruikmaakt van een al bestaande infrastructuur. Parasite komt van parasiteren, het leven van een ander organisme (in dit geval een ander gebouw).
Mogelijke locaties van parasites zijn:
- op het dak van een bestaand gebouw
- gekoppeld aan de gevel of op het terrein van een bestaand gebouw
- in het water.

## Projecten
- - een (afgelopen) presentatie van 25 parasite projecten
- - LP2 - Rotterdam, Kop van Zuid

## Documentatie
Het boekje "Parasite Paradise" uitgegeven door NAI Uitgevers gelijktijdig met het op parasiteparadise.nl omschreven evenement.